# Lastebasse
Lastebasse é uma comuna italiana da região do Vêneto, província de Vicenza, com cerca de 241 habitantes. Estende-se por uma área de 18 km², tendo uma densidade populacional de 13 hab/km². Faz fronteira com Arsiero, Folgaria (TN), Laghi, Lavarone (TN), Pedemonte, Tonezza del Cimone, Valdastico.

## Demografia
| Variação demográfica do município entre 1861 e 2011                               |
|                                                                                   |
| Fonte: Istituto Nazionale di Statistica (ISTAT) - Elaboração gráfica da Wikipedia |